# Circuits du parc national de Yellowstone

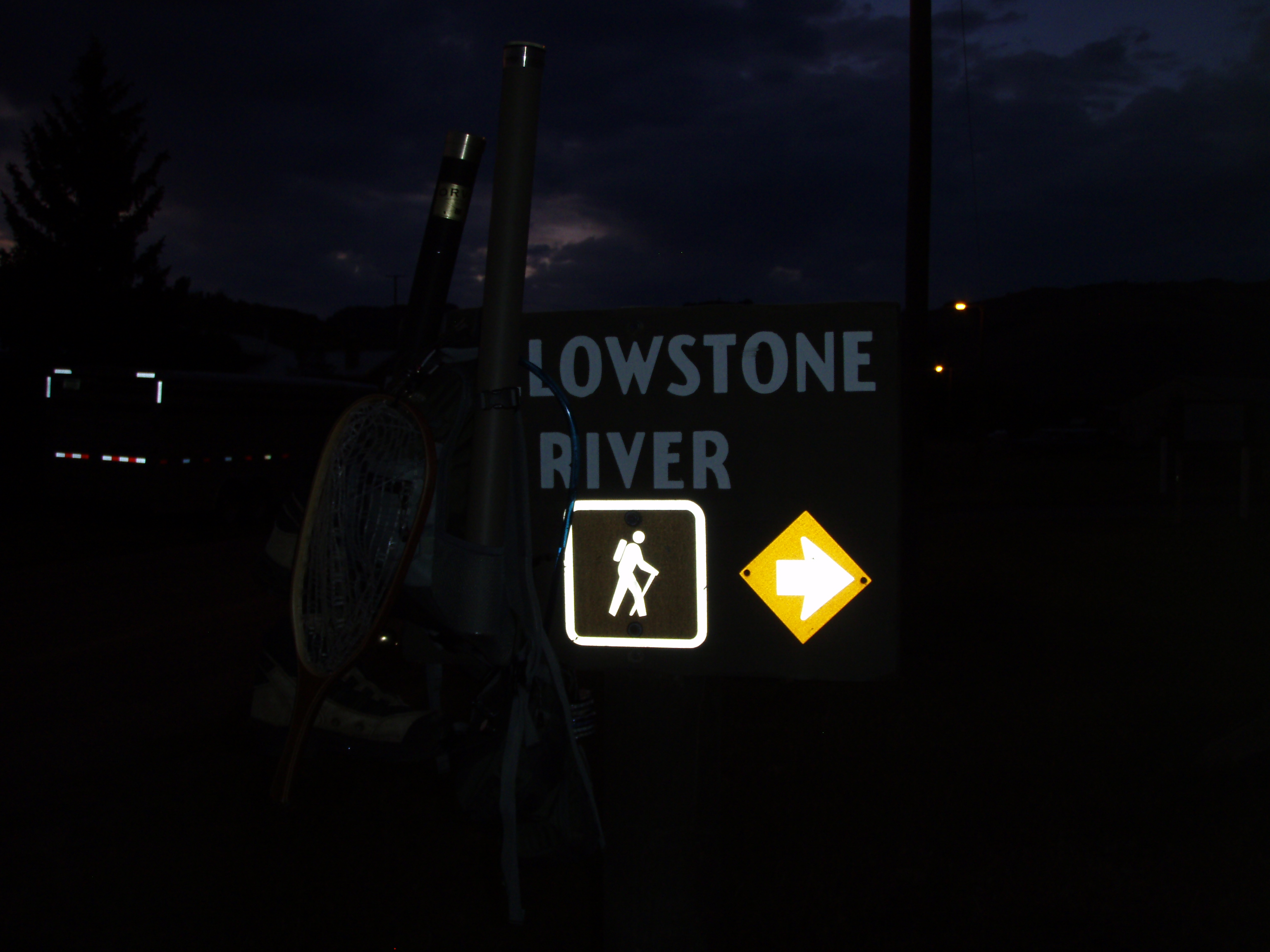
Panneau de la rivière du Yellowstone

Le parc national de Yellowstone dispose de 1 770 km de sentiers balisés et cartographiés dont certains ont été employés depuis des milliers d’années par les autochtones. Certains de ces circuits ont vu des évènements historiques s’y dérouler. Les circuits permettent d’observer des geysers, des sources chaudes, ainsi que la faune et la flore du parc.

## Préhistoire
Des preuves indiquent que le plateau du Yellowstone était occupé en permanence avec cependant des déplacements de population en fonction des saisons. Des agriculteurs passaient ainsi l’hiver dans la vallée protégée et chassaient en été plus haut dans les montagnes.
Certains chemins furent ainsi créés à la suite des déplacements saisonniers. Des traces laissées prouve la présence d’une concentration de population notamment le long du lac Yellowstone.

## Avant le début du parc national

### Les premiers explorateurs blancs utilisèrent les sentiers des Amérindiens
John Colter, un membre de l’expédition de Lewis et Clark passa l’hiver 1806-1807 à trapper le long de la rivière Yellowstone. Grâce à ses connaissances, il fut employé par la compagnie de fourrure du Missouri pour inviter les tribus amérindiennes à commercer avec un relais commercial que la compagnie avait créé près de l’embouchure de la rivière Big Horn en octobre 1807.
Durant l’hiver 1807-1808, alors qu’il sollicitait le commerce avec la tribu des Crows et d’autres, Colter voyagea seul sur une longue route passant entre autres sur le plateau du Yellowstone. Il fut de ce fait le premier blanc à apercevoir le lac Yellowstone et une partie des paysages du parc.
Sa route empruntait des chemins amérindiens à l’intérieur et à l’extérieur du parc comme le « Pryor Gap » près de Cody ou près de la chute Tower.

### Circuit Bannock
En 1840, les bisons furent tellement chassés qu’ils disparurent à l’ouest de l’Amérique du Nord. Les tribus Shoshone et Bannock qui avaient développé une culture ancestrale autour des bisons au niveau de la plaine de la rivière Snake furent forcées de se déplacer vers le plateau de Yellowstone. Ces tribus créèrent ainsi un chemin nommé « Bannock Trail ».
La route commence en Idaho à Camas Meadows, passe le col Targhee (en), suit la rivière Madison, traverse le chaînon Gallatin près du mont Holmes, descend Indian Creek jusqu'à la rivière Gardner, passe le col Snow jusque Mammoth Hot Springs, puis vers Lava Creek, Blacktail Deer Creek, Bannock Ford en traversant la  rivière Yellowstone près de la chute Tower, puis Lamar Valley, et traverse finalement la chaîne Absaroka jusqu'à la vallée de Clarks Fork.
De là, les Amérindiens allaient chasser le bison dans la vallée de la Yellowstone ou dans le bassin du Wyoming. 

### Expédition Folsom
La plus grande exploration fut sans conteste l’expédition Folsom (en) qui utilisa des chemins amérindiens. En partant du col de Bozeman (en), le groupe de trois hommes utilisa un ancien sentier passant par Meadow Creek, la rivière Gallatin jusqu'à la rivière Yellowstone avant de descendre par Trail Creek jusqu'à la vallée de la Yellowstone, comme les mineurs l’avaient fait depuis 1864. Ils empruntèrent ensuite la rivière Yellowstone vers le sud jusqu'à l’embouchure de la rivière Gardner.
Ils se dirigèrent ensuite vers le plateau Blacktail Deer Creek et le sommet de Rescue Creek.
Un article de Charles W. Cook et David E. Folsom publiée en 1870 dans le Chicago Magazine expliqua en partie le tracé de l’expédition tout en la rendant populaire. Folsom participa également à l’adaptation d’anciennes cartes (1865) de la région avec Walter W. deLacy
L’expédition Washburn-Langford-Doane se basa sur ces plans par la suite pour son expédition.

## Début du parc
Le premier directeur du parc Nathaniel P. Langford ne toucha aucun salaire de 1872 à 1877. Il dut travailler sans aucune aide financière et ne rentra dans le parc que deux fois en 5 ans. Durant cette période, aucun sentier ne fut ouvert. Seuls les sentiers existants furent entretenus par les guides et les utilisateurs.

## Développement des sentiers par P.W. Norris
Le second dirigeant du parc, Philetus W. Norris, dirigea le parc de 1877 à 1882. Il disposait contrairement à son prédécesseur d’un budget pour la construction de routes et de sentiers. En 5 ans, les kilomètres de sentiers passèrent d’environ 175 km à 330 km. Des sentiers existants furent également transformés en routes. Des panneaux d’indication en bois furent ajoutés à travers le parc.
Norris créa en 1878 le sentier (qui devint ensuite une route) à l’est de la vallée Lamar en direction de la sortie nord-est du parc. Il découvrit et développa également en 1878 le circuit qui passe au travers de la chaîne montagneuse de Washburn au niveau du col de Rowland.